# Menneskets natur?
Menneskets natur? er en dokumentarfilm fra 1970 instrueret af Tørk Haxthausen efter eget manuskript.

## Handling
Det moderne menneskes hoved- og hensynsløse forureningsfremfærd over for naturen.